# Michel Levie
 (avril 2024).
Pour les articles homonymes, voir Levie.
Michel Édouard Levie (Binche,  4 octobre 1851 - Saint-Josse-ten-Noode, 6 mars 1939) est un avocat, homme politique et industriel belge, membre du Parti catholique.

## Biographie
Michel Levie, né le 4 octobre 1851 à Binche, est le fils de Michel Levie, négociant, et de Lucie Robert. Le 18 août 1879, il épouse Marie Hermant, nièce d'Albert Hermant, député, à Châtelet et de leur union naissent douze enfants. 
Il fait des études secondaires latin-grec au Petit séminaire de Bonne-Espérance à Vellereille-les-Brayeux avant d'obtenir en 1873 un diplôme de docteur en droit à l'Université catholique de Louvain. Il entre ensuite comme avocat au barreau de Charleroi et en deviendra bâtonnier de 1890 à 1891.
Après avoir présidé l'« Union constitutionnelle» de Charleroi, Levie renonce, en septembre 1891, à cette fonction à la suite de dissensions qui l'opposent sur le plan social à certains membres de l'« Union ». À partir de cette date, il milite dans les rangs de la démocratie chrétienne. 
Il fonde de nombreuses œuvres sociales catholiques en faveur des ouvriers. En 1891, c'est la Coopérative des ouvriers réunis de Charleroi et dans l'esprit de l'encyclique « Rerum novarum »  édictée par le pape Léon XIII, il crée la Fédération des mutualités chrétiennes en 1891, la Société des habitations ouvrières en 1897 et, en 1901, l'Institut industriel et professionnel des Aumôniers du travail à Charleroi.
De 1900 à 1921, il est sans discontinuité élu député de Charleroi à la Chambre des représentants. De juin 1911 à février 1914, il occupe le portefeuille de ministre des Finances dans le gouvernement de Broqueville I.
Pendant la Première Guerre mondiale, il reste en Belgique occupée par les Allemands. Il assume le rôle d'agent de liaison du gouvernement belge réfugié au Havre et est l'un des collaborateurs d'Émile Francqui au Comité National de Secours et d'Alimentation.
Au lendemain de la guerre, Levie est un artisan convaincu de l'« union » entre les partis. Plusieurs de ses interventions à la Chambre sont inspirées par sa volonté de rassembler toutes les tendances politiques autour du gouvernement. À maintes reprises, il entre en pourparlers avec le groupe parlementaire socialiste pour se mettre d'accord sur une ligne d'action commune. Le 10 avril 1920, par exemple, de sa propre initiative, il se met en rapport avec Jules Destrée et Émile Vandervelde afin d'obtenir le vote du suffrage universel pur et simple des hommes à 21 ans et la promesse d'étendre l'universalité du suffrage aux femmes dès les prochaines élections communales.
En octobre 1921, il renonce définitivement à son mandat de député de Charleroi. Cette retraite politique coïncide avec la fin de l'union sacrée puisque les socialistes décidaient presque à ce même moment de ne plus participer au gouvernement.
Jusqu'à la veille de sa mort, Michel Levie s'occupe de la direction ou de la fondation de différentes institutions sociales et économiques de tout genre : la Ligue des familles nombreuses, la Maison de l'Amérique latine pour favoriser les échanges commerciaux entre la Belgique et l'Amérique latine, les Concerts spirituels, l'Union belge pour la Société des Nations. Ses talents de financier l'ont conduit à la présidence de plusieurs organismes tels que la SNCV Société nationale des chemins de fer vicinaux (SNCV) le 28 février 1914, la Fédération des coopératives pour dommages de guerre (9 août 1919), la Caisse générale de Reports et de dépôts (depuis 1917), la Compagnie belge d'assurances générales (depuis 1918). En 1924-1925, Levie assume la présidence de la Ligue nationale pour la défense du franc créée en 1924.
À la suite de son décès le 6 mars 1939, il reçoit des funérailles officielles à l'église royale Sainte-Marie de Schaerbeek et est inhumé au cimetière de Saint-Josse-ten-Noode.
En 1962, son fils Jean Levie S.J. publiera un récit bibliographique de la vie de son père .

## Hommages et distinctions
Au lendemain de la Première Guerre mondiale, Michel Levie est nommé ministre d'État le 21 novembre 1918. 
En 1923, il est fait citoyen d'honneur de la ville de Dinant. 
Le roi Albert Ier lui a décerné les distinctions suivantes : 
- Grand officier de l'ordre de Léopold avec liserés d'or en 1919 (Belgique).
- Croix civique 1914-1918 (Belgique).